# Paradise (Kalifornia, Butte megye)
Paradise város Kalifornia állam Butte megyéjében. Lakossága 2010-ben 26 218 fő volt. A 2018-as kaliforniai tűzvész által vált világhírűvé.

## Elhelyezkedése
Paradise az állam székhelyétől, Sacramento városától 137 km-re északra, Chicotól pedig 16 km-re keletre fekszik. A város egy széles hegygerincre települt, amelyet keletről a Feather folyó, míg nyugatról a Butte Creek által kialakított kanyon határol. Paradise területe észak felé húzódik, magában foglalja Magaliát, valamint a 18 km-re északra fekvő Stirling városkát. A település 542 m-es tengerszint feletti magasságban található.  Teljes területe 47,5 km², melynek több mint 99% -át teszi ki a szárazföld.

## Története
Mivel a hegyvidéki terület nagy részét erdők borították, ezért először csak kisebb fűrészmalmok települtek a környékre. 1877-ben létrehoztak ugyan egy postát, de az még 1911-ben bezárt. Nagy segítséget jelentett a fűrészmalmokat és bányákat kiszolgáló vasút, ami áthaladt a környéken. Paradise városát végül 1977-ben ismerték el önálló településként.
2008 júniusában súlyos erdőtűz sújtotta a várost, 9300 embert evakuálni kellett. Ez év júliusában szintén tűzvész pusztította a környéket, de a lángok nem tudtak átjutni a Feather folyón, így a város megmenekült.
Mivel a település lakásai fából voltak, a 2018-as „Camp Fire” tűzvész majdnem a teljes várost elpusztította, mindössze hat ház maradt épen, valamint a városba érkezőket üdvözlő tábla. A lángok között több tucat ember is életét vesztette Kalifornia történelmének eddigi legsúlyosabb erdőtüzében. A károk olyan jelentősek, hogy a helyiek nem biztosak abban, hogy újjá lehet építeni a várost.

## Fordítás
- Ez a szócikk részben vagy egészben  a   Paradise, California című angol Wikipédia-szócikk ezen változatának fordításán alapul.  Az eredeti cikk szerkesztőit annak laptörténete sorolja fel. Ez a jelzés csupán a megfogalmazás eredetét és a szerzői jogokat jelzi, nem szolgál a cikkben szereplő információk forrásmegjelöléseként.